# Medaka Box
Medaka Box (jap. めだかボックス Medaka Bokkusu) – manga napisana przez Nisio Isina i zilustrowana przez Akirę Akatsukiego. Seria opowiada o zarządzaniu Samorządem Szkolnym przez Medaka Kurokami i Zenkichiego Hitoyoshi, których celem jest rozwiązywanie w miarę możliwości problemów uczniów szkoły. Medaka postanawia umieścić w szkole tytułową skrzynkę, do której uczniowie mogą wrzucać swoje prośby.
Medaka Box jest mangą wydawaną w odcinkach w magazynie Shūkan Shōnen Jump przez wydawnictwo Shueisha od maja 2009 roku. W lipcu wydawnictwo postanowiło wydać pierwsze 6 tomów z odcinków wydanych już w magazynie.

## Opis fabuły
Medaka Kurokami została wybrana na przewodniczącą Rady Studentów Akademii Hakoniwa i od razu postanowiła, iż ma zamiar pomóc wszystkim studentom w szkole. Wraz z Zenkichim Hitoyoshi zbiera sugestie poszczególnych studentów i rozpoczyna długą pracę, podczas której rozwiązuje problemy tak banalne jak sprzątanie klubowego pomieszczenia, poprzez poszukiwania zaginionych psów aż do pomocy w ustaleniu osobowości. Podczas trwania serii  Kouki Akune i Mogana Kikaijima dołączają do Rady Studentów, aby pomóc bohaterom w rozwiązywaniu problemów.
Wkrótce członkowie rady odkrywają istnienie planu Flask, nadzorowanego przez dyrektora Hakoniwa który ma na celu eksperymentowanie na studentach z nadprzyrodzonymi zdolnościami określanymi mianem "Abnormals". Celem projektu jest znalezienie sposobu na masową produkcję istot posiadających takie zdolności. Jednak kiedy rada odkrywa iż eksperyment doprowadza do śmierci wielu studentów szkoły Hakoniwa. Członkowie rady staczają wiele ciężkich walk, dzięki czemu udaje im się zniszczyć plan Flask. Niestety ich zwycięstwo jest krótkotrwałe, spotykają chłopca o imieniu Misogi Kumagawa, który okazuje się być jednym z nastolatków z nieprawidłowościami mającym na celu zniszczenie świata.

## Manga
Medaka Box została wydana w maju 2009 roku przez wydawnictwo Shueisha w magazynie Shūkan Shōnen Jump, w lipcu 2010 roku wydawnictwo wydało pierwsze 6 tomów mangi.